# Buitinga ensifera
Buitinga ensifera är en spindelart som först beskrevs av Albert Tullgren 1910.  Buitinga ensifera ingår i släktet Buitinga och familjen dallerspindlar.
Artens utbredningsområde är Tanzania. Inga underarter finns listade.